# Госснер Йоганн Євангеліст
Йоганн Євангеліст Госснер (нім. Johannes Evangelista Goßner; 14 грудня 1773 — 20 березня 1858) — німецький релігійний письменник, проповідник і місіонер. Брав активну участь у поширенні літератури, яка висміювала і критикувала православну віру і існуючий суспільний лад Російської імперії, через що його книги і проповіді врешті-решт були заборонені, а сам він був висланий за межі Російської імперії. За деякими даними певну роль у цьому зіграв Олексій Павлов, зять генерала Єрмолова, чиновник при обер-прокурорському столі Священного Синоду.

## Життєпис
Народився в католицькій сім'ї. Вже в своїх дитячих іграх хлопець почав копіювати священика. Вчився у сільській школі в Вальдштеттені, потім в середній школі в Аугсбургу. Закінчив університети в Діллінгені (філософія і фізика) і Інгольштадті (богослів'я), отримавши сан священика в жовтні 1796 року.
Продовжив своє навчання в духовній семінарії і почав діяльність капеллана в Елльці і Нойбурзі. Госснер був захоплений ідеями євангелічного руху, які поширювались професором кафедри пастирського богослів'я Йоганном Сайлером.
Жив і працював в Дірлевангу (1804—1811) і Мюнхені (1811—1817), але його євангельський світогляд став причиною звільнення. В Мюнхені Госснер зробив переклад тексту Біблії на німецьку мову, який став дуже відомим.
В 1820 році в період містико-релігійного бродіння, пов'язаного з іменем міністра духовних справ князя Олександра Миколайовича Голіцина, приїхав до Санкт-Петербургу. Був прийнятий у раду директорів Російського Біблійного товариства і отримав можливість проповідувати в римо-католицькій церкві, переданій після єзуїтів домініканцям, котрі у проповідях Госснера знайшли спробу порушити «благоговіння до Пресвятої Діви».
В 1823 році діячі «православної партії» у Священному Синоді скориставшись справою Госснера перейшли у наступ на «містичну партію». За свідченням архімандрита Фотія (Спаського): «Госснер входить у довіру до царя: Марія імператриця його покровительствує». Госснер викликав особливе обурення у ревнителів православ'я. Його книга «Дух життя і вчення Іісуса Христа, в роздумах і зауваженнях щодо всього Нового Заповіту» була пропущена цензурою в травні 1823 року. В ній він висміював обряди православної церкви, оголошував їх гріховними. критикував духовенство, розглядаючи його у відповідності з протестантським вченням як посередника між Богом і людиною.
12 квітня 1824 года архімандрит Фотій (Спаський) послав імператору Олександру I листи під назвою «Пароль тайних товариств або тайні замисли в книзі „Відозва до людей про послідування внутрішньому прагненню Духа Христового“» і «Про революцію через Госснера, проповідуєму серед столиці всім в слуху явно вже», в котрих зробив розбір книги Госснер а і кількох містичних видань того часу. Архімандрит Фотій намагався довести царю, що містики і Госснер зокрема не лише займають антицерковну позицію, але і виношують плани революції, котра має на меті знищити царський престол. Госснер був висланий з Санкт-Петербургу. Розгляд книги Госснера був доручений президенту Російської академії О. С. Шишкову. Перекладач, цензор і власник типографії, де друкувалась книга М. І. Греч були віддані під суд, Госснер же 11 травня 1824 року висланий закордон, а 15 травня 1824 року був відправлений у ввідставку О. М. Голіцин.
В 1826 році він офіційно залишив Римо-католицьку церкву і перейшов у протестантство. Як кальвініст і лютеранин керував церквами, створював школи, приюти і місіонерські агентства в різних країнах.
В 1836 році ним було засноване місіонерське товариство для проповіді християнства язичникам. Успішно його місіонери діяли в Індії, де колонія поблизу Калькутти до сих пір відома як «Місія Госснера».
До кінця життя жив у Берліні, де помер 20 травня 1858 року.